# Fortunago
Fortunago (Fortünagh in dialetto oltrepadano) è un comune italiano di 366 abitanti della provincia di Pavia in Lombardia. Situato nell'Oltrepò, sulle colline che dividono le valli della Coppa e dell'Ardivestra, fa parte del circuito de i borghi più belli d'Italia.

## Storia

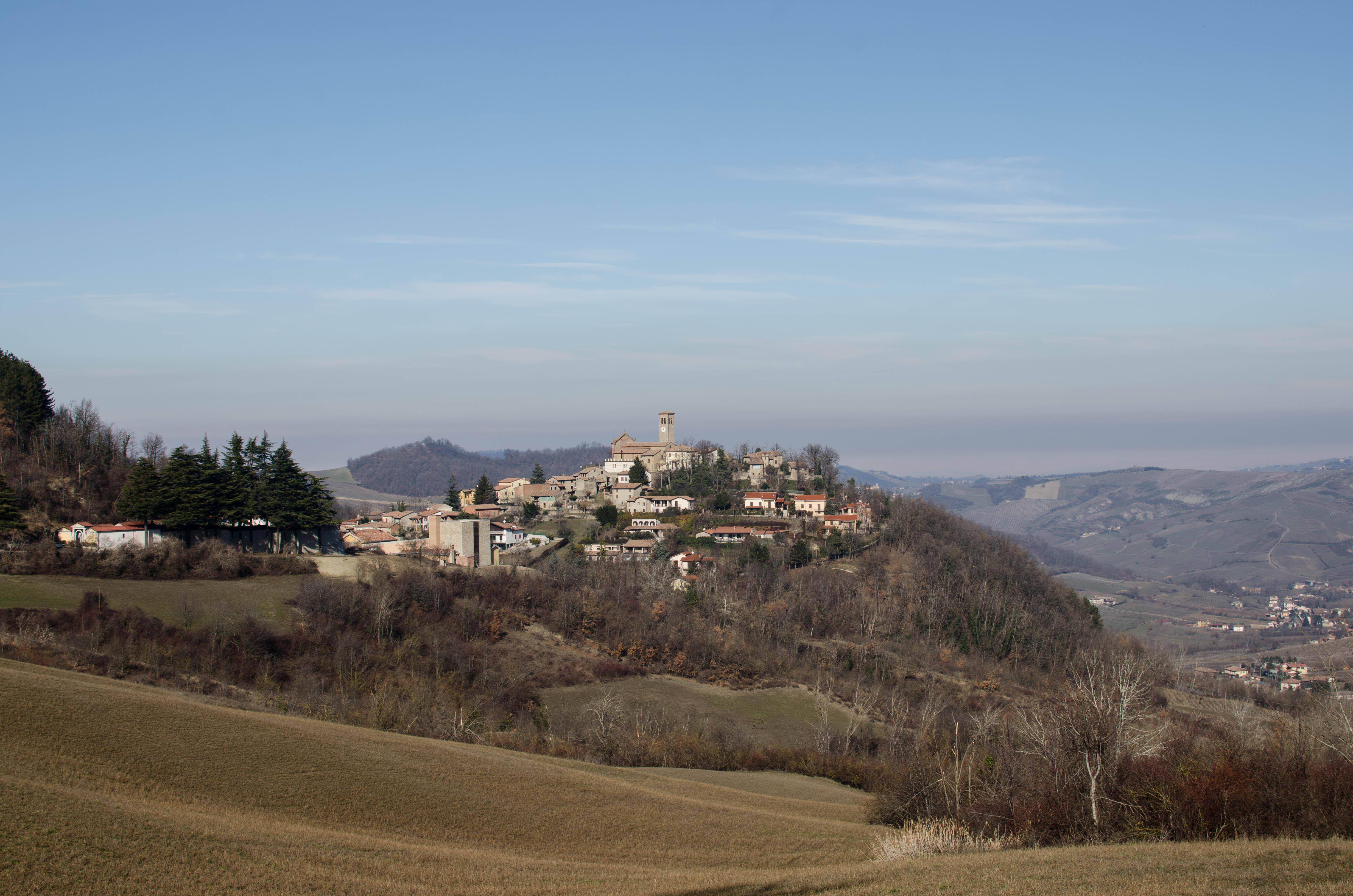

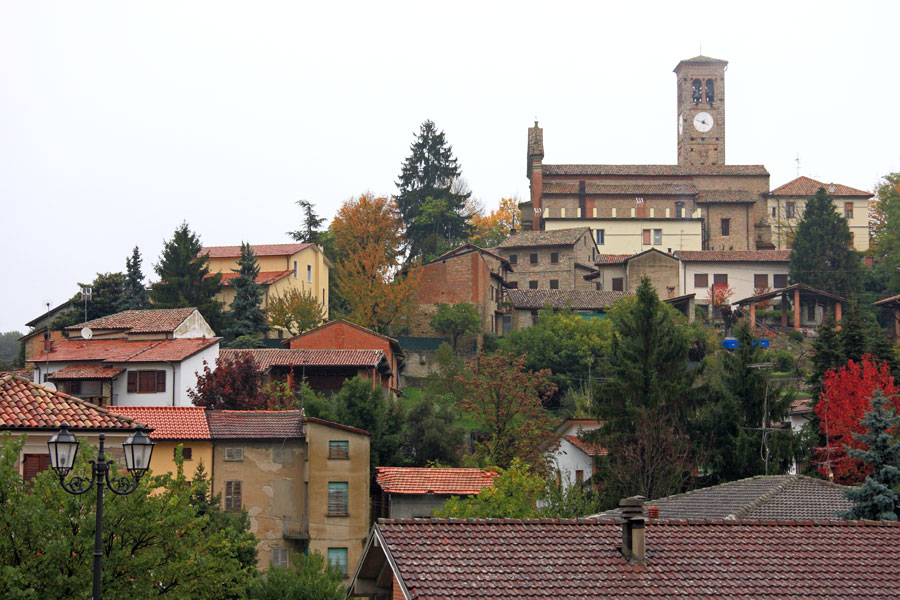
Veduta del paese con la chiesa parrocchiale

Noto fin dal X secolo, Fortunago aveva signori locali, vassalli del vescovo di Tortona, ma nel 1164 entrò a far parte del territorio soggetto alla città di Pavia. Nel XIV secolo era feudo della famiglia pavese Giorgi (tale feudo comprendeva anche Borgoratto); invece le attuali frazioni Gravanago e Sant'Eusebio erano comuni, appartenenti alla locale famiglia di Ruino, ancora vassalla del vescovo di Tortona.
Nel XV secolo fu infeudato successivamente ai Dal Verme, dopo la morte di Pietro II Dal Verme il feudo passa dal 1485 al 1487 a Girolamo Riario, signore di Forlì ed Imola, egli lo venderà a Bergonzo Botta. Il feudo di Fortunago comprendeva quindi: Borgoratto, Gravanago, Montepicco (comprendente Sant'Eusebio), Rocca Susella e Stefanago dal vescovo di Tortona (anch'egli un Botta), nonché Staghiglione (vedi Borgo Priolo) con Cà de' Perotti e Montefratello; i Botta crearono un vasto feudo, elevato ben presto a Marchesato. Nel 1546 esso fu acquistato dai Malaspina di Oramala, già marchesi di Godiasco.
Unito con il Bobbiese al Regno di Sardegna nel 1743, in base al trattato di Worms, entrò a far parte poi della Provincia di Bobbio. L'estesa e potente signoria, dotata di larga autonomia fiscale e giurisdizionale, fu soppressa nel 1797. Nel 1801 il territorio è annesso alla Francia napoleonica fino al 1814. Nel 1859 entrò a far parte nel Circondario di Bobbio della provincia di Pavia e quindi della Lombardia.
Nel 1818 sono aggregati a Fortunago i soppressi comuni di Gravanago e Montepicco, mentre nel 1923 venne smembrato il circondario di Bobbio e suddiviso; Fortunago passò al circondario di Voghera.

### Simboli
Lo stemma e il gonfalone sono stati concessi con decreto del presidente della Repubblica del 22 settembre 1992.
La stella simbolizza il valore civico e militare degli abitanti di Fortunago; la campana, al cui suono gli abitanti cadenzavano le ore della giornata, esprime il significato di comunità; le sette spighe di grano sottolineano la vocazione agricola del paese.
Il gonfalone è un drappo partito di bianco e di rosso.

## Società

### Evoluzione demografica
Abitanti censiti

## Cultura

### Cinema
Fortunago è stato location del film Il Capitale Umano di Paolo Virzì. Alcune delle scene della pellicola sono state girate presso la Villa "La Dominante", posizionata in località Montebelletto, all'interno del territorio comunale.

### Letteratura
A Fortunago è ambientato il romanzo noir Ultima notte in Oltrepò, del giallista pavese Alessandro Reali.

### Cucina
Nel luglio 2015 a Fortunago è stato battuto il singolare record di preparazione e cottura dell'agnolotto più pesante del mondo. Un gruppo di cuochi, guidati dallo chef locale Danilo Nembrini, ha prodotto un agnolotto di 148 kg battendo così il precedente record detenuto dallo chef russo Alexei Semenov, che in precedenza a San Pietroburgo aveva preparato e farcito un agnolotto dal peso di 20 kg.

## Amministrazione

### Comunità montane
Fa parte della fascia collinare della Comunità Montana Oltrepò Pavese.